# Desmopachria latissima
Desmopachria latissima är en skalbaggsart som först beskrevs av Leconte 1852.  Desmopachria latissima ingår i släktet Desmopachria och familjen dykare. Inga underarter finns listade i Catalogue of Life.